# 拉米羅·桑切斯
拉米羅·桑切斯（西班牙語：Ramiro Sánchez，1070年—1129年/1130年），蒙宗侯爵，納瓦拉國王加西亞·桑切斯三世的私生子桑喬·加爾塞斯的兒子。

## 家庭
1098年左右，拉米羅與熙德的女兒克里斯蒂娜結婚，兩人的獨子即為日後的納瓦拉國王加西亞·拉米雷斯。